# Styrax sipapoanus
Styrax sipapoanus là một loài thực vật có hoa trong họ Bồ đề. Loài này được Maguire miêu tả khoa học đầu tiên năm 1978.